# Elevador do Peneco

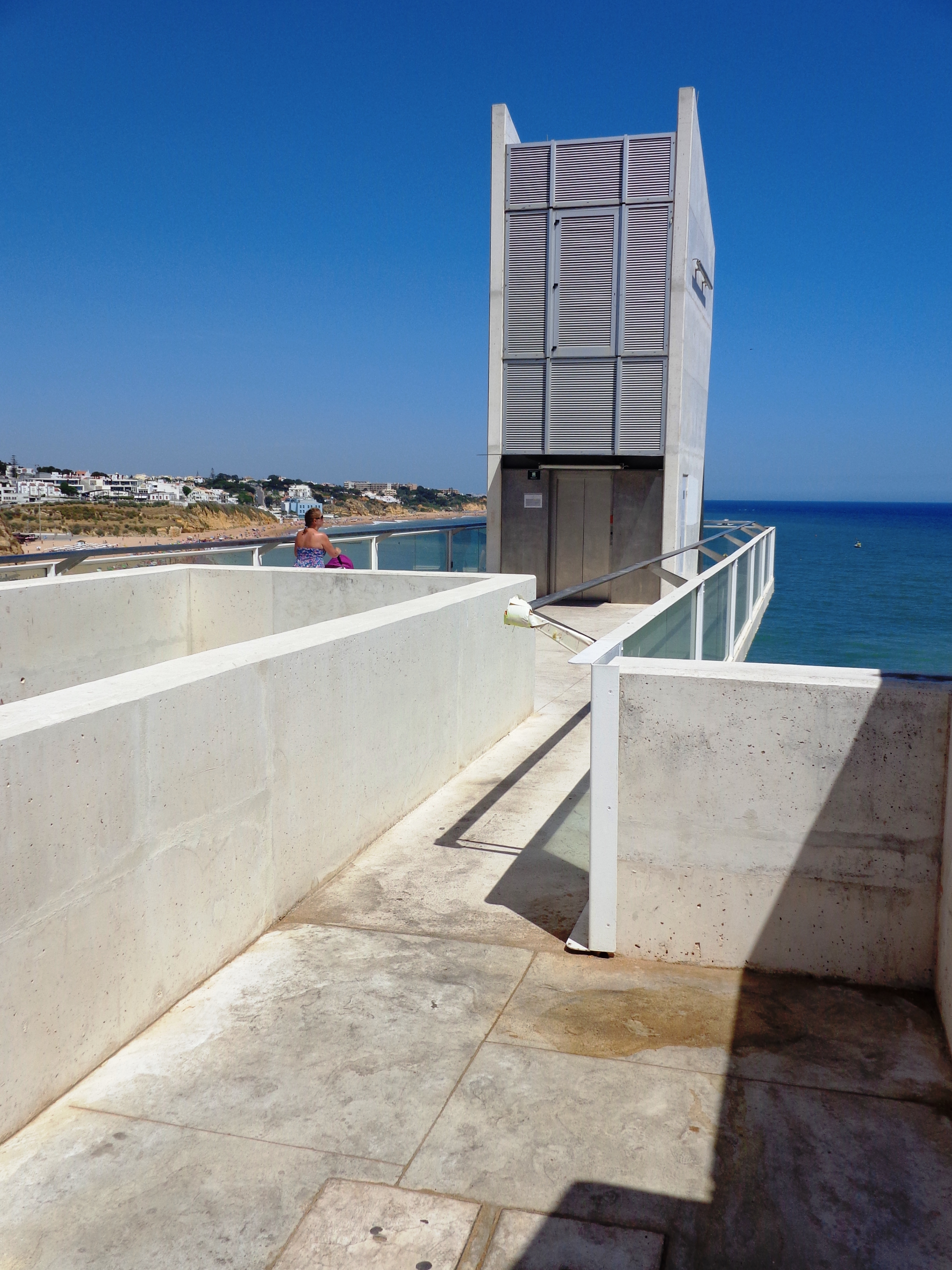
Entrada superior

O Elevador do Peneco é um elevador vertical para transporte público, na cidade de Albufeira, no Algarve, em Portugal. Liga a parte alta da cidade com a Praia do Peneco. A sua construção teve apoio financeiro do Fundo Europeu de Desenvolvimento Regional (FEDER), ao abrigo do Programa Polis de Albufeira, para um custo de 687 mil euros. Tem uma altura de 28 m e pode comportar 13 pessoas, tendo tido como arquiteto João Castro Ferreira. Está em funcionamento desde junho de 2008, sendo gerido pela Câmara Municipal de Albufeira.